# إيلينا أندريتشيفا
إيلينا أندريتشيفا منتجة وصانعة أفلام أوكرانية المولد. انتقلت إلى المملكة المتحدة في سن الحادية عشرة، وفيما بعد درست الفيزياء في كلية لندن الإمبراطورية، تخرجت بدرجة البكالوريوس ثم الماجستير في علوم التواصل. عملت في إنتاج الأفلام التليفزيونية منذ عام 2006م.
هي منتجة الفيلم الوثائقي لعام 2019م؛ تعلم التزلج في منطقة حرب (لو كُنتي فتاة)؛ حيث فازت- لأجله- هي والمصممة كارول بجائزة (الأوسكار) لأفضل فيلم وثائقي( موضوع قصير) في حفل توزيع جوائز الأوسكار الـثاني والتسعون. صُنعت ملابس الأوسكار لها بشكل مستدام؛ وربطت ذلك بعملها؛ "التعامل مع عدم المساواة والظلم. تحدثت في مهرجان أثينا للعلوم في عام 2021م، حول كيف يمكن للفيلم الوثائقي أن يساعد الناس على فهم العلوم والتكنولوجيا. كانت مساعدة المخرج لــ ريبيكا مارشال في الفيلم الوثائقيالغابة بداخلي؛ والذي تم تصويره في سيبيريا؛ عن امرأة تعيش أسبوعين بعيداً عن أقرب الناس، وهي في الواقع منعزلة مُنذ حقبة ستالين، إنها أغافيا ليكوفا البالغة من العمر سبعين عامًا. كما ساعدت في التحقق من صحة كتاب نيك روزين"كيف تعيش خارج الشبكة"؟
وبــالفوز بــجائزة الأوسكار، أصبحت أندريتشيفا أول امرأة فائزة من أصل أوكراني؛ منذ حصول البلاد على استقلالها.

## جوائز
| العام | الجائزة                                 | التصنيف                               | العمل                                   | النتيجة | مرجع   |
| ----- | --------------------------------------- | ------------------------------------- | --------------------------------------- | ------- | ------ |
| 2019م | (IDA) المؤسسة الدولية للأفلام الوثائقية | أفضل فيلم وثائقي قصير                 | تعلم التزلج في منطقة حرب (إذا كنت فتاة) | الفوز   | [ 12 ] |
| 2020م | جوائز الأكاديمية البريطانية للأفلام     | الفيلم القصير البريطاني               | تعلم التزلج في منطقة حرب (إذا كنت فتاة) | الفوز   | [ 13 ] |
| 2020م | جوائز الأكاديمية                        | جائزة الأوسكار لأفضل فيلم وثائقي قصير | تعلم التزلج في منطقة حرب (إذا كنت فتاة) | الفوز   | [ 8 ]  |

## روابط خارجية
- الموقع الرسمي
- مقابلة حول اختياراتها المهنية
- مقابلة حول أوسكار وأوكرانيا